# Стрелка стройная
Стре́лка стройная, или стрелка Иохансона (лат. Coenagrion johanssoni) — вид стрекоз семейства Стрелки (Coenagrionidae).

## Описание
Обычный бореально-лесной вид. Встречается в средней и северной Европе и Сибири. Основной цвет голубой с чёрным рисунком. Летают с июня по август. Личинки в небольших заросших водоёмах, канавах, болотах. На затылке два светлых пятна клиновидной формы. Переднеспинка сзади треугольная или трёхлопастная. У личинок жаберные пластинки прозрачные или матовые (но не затемнённые).